# Juventus Football Club 2019-2020
Questa voce raccoglie le informazioni riguardanti la Juventus Football Club nelle competizioni ufficiali della stagione 2019-2020.

## Stagione
(Massimo Mauro, 27 luglio 2020)

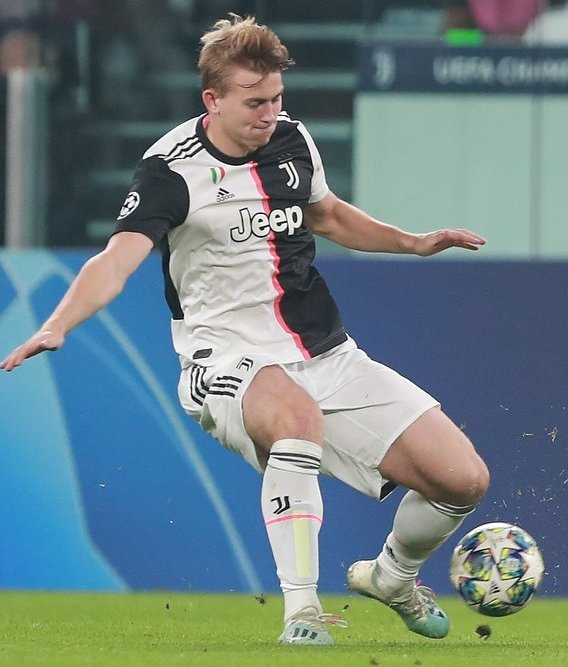
Il neoacquisto Matthijs de Ligt, difensore più pagato nella storia del campionato italiano: dopo un avvio in sordina, il giovane olandese emerge tra i protagonisti del nono Scudetto consecutivo juventino.

L'estate 2019 segna l'approdo sulla panchina bianconera di Maurizio Sarri, chiamato a raccogliere l'eredità di Massimiliano Allegri; una scelta che sa di rottura con la precedente gestione tecnica e, in generale, con la storica filosofia calcistica del club, ma anche un avvicendamento che spacca nettamente la tifoseria per via dei trascorsi di Sarri, acceso rivale juventino nel recente passato.
Nel mercato estivo si segnalano maggiormente il ritorno di Gianluigi Buffon dopo una sola stagione al Paris Saint-Germain, stavolta nel ruolo di dodicesimo di lusso, e l'acquisto del giovane olandese Matthijs de Ligt a puntellare la retroguardia: quest'ultimo viene prelevato dall'Ajax per 75 milioni di euro, la cifra più alta fino ad allora spesa per un difensore nella storia del campionato italiano. Il resto delle operazioni vede l'arrivo del terzino brasiliano Danilo, scambiato col Manchester City per João Cancelo, e gli innesti degli svincolati Aaron Ramsey e Adrien Rabiot a centrocampo, per una squadra ancora ritenuta la principale favorita allo Scudetto.
Posta dal sorteggio di Champions League in un gruppo con, ancora, l'Atlético Madrid eliminato negli ottavi di finale della precedente edizione, la Juventus inizia il suo percorso continentale pareggiando sul campo degli stessi iberici. Sul fronte del campionato i bianconeri riportano 6 vittorie in 7 giornate, superando al comando l'Inter dopo la vittoria nel derby d'Italia. Mantenuto il primato nelle settimane seguenti, la Vecchia Signora ben si comporta anche in campo europeo: nella gara di ritorno con i madrileni la formazione di Sarri, in questa fase più cinica che brillante, ottiene un successo di misura che garantisce il primo posto nel girone, dopo avere già conquistato la qualificazione agli ottavi di finale nella giornata precedente.

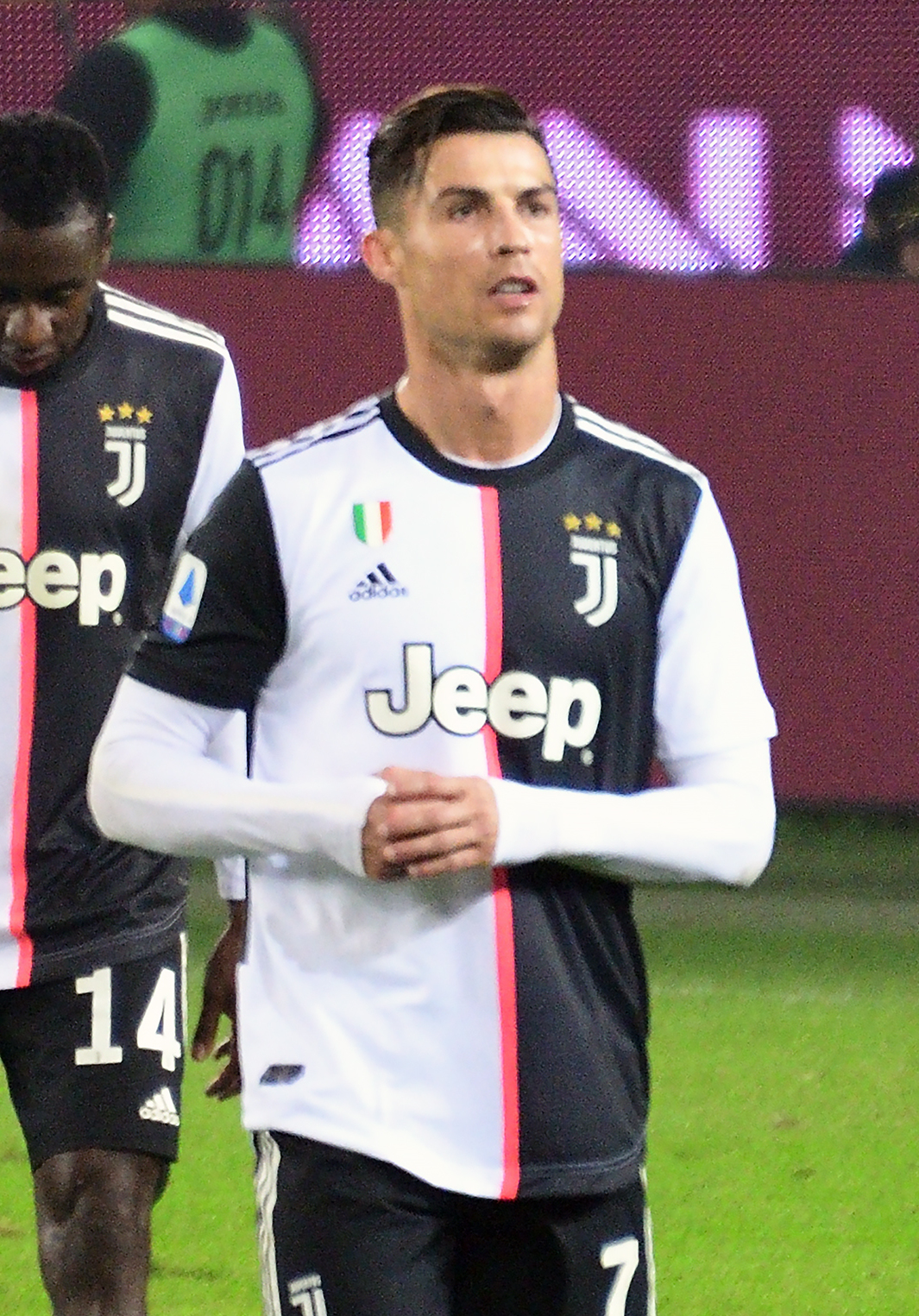
Con 31 gol in 33 gare di campionato, Cristiano Ronaldo eguaglia dopo 86 anni il record societario di Felice Borel nell'era del girone unico.

L'ambiente juventino non arriva tuttavia con la massima serenità al volgere dell'anno solare: le sconfitte dicembrine contro la Lazio di Simone Inzaghi, la prima in campionato a Roma e la seconda, ben più bruciante, a Riad che costa la Supercoppa italiana, sono un primo campanello d'allarme per una squadra che pare non avere ancora assimilato i dettami del calcio sarriano.
Con l'inizio del 2020 i torinesi procedono comunque nella loro marcia di vertice in campionato, in cui si delineano definitivamente come avversarie per il titolo la succitata Lazio, ormai non più una sorpresa, e l'Inter rivitalizzata dall'arrivo in panchina dell'ex bandiera juventina Antonio Conte, quest'ultimo un fatto che rinfocola bruscamente la maggiore rivalità del calcio italiano; segue da vicino l'Atalanta nel ruolo di possibile outsider. Frattanto il 2 febbraio, grazie alla vittoria casalinga per 3-0 sulla Fiorentina, la Juventus è la prima squadra a raggiungere le 1 600 vittorie in Serie A.
La stagione sportiva deve presto fare i conti con la dilagante pandemia di COVID-19 che tra marzo e aprile porta la FIGC, dapprima, a disporre la disputa a porte chiuse di tutte le gare: la vittoria nel big match di Torino contro l'Inter, oltre a legittimare la prima posizione bianconera, è anche una delle ultime partite giocate in Italia prima della sospensione sine die ai campionati,  a seguito del sopraggiunto lockdown nazionale.

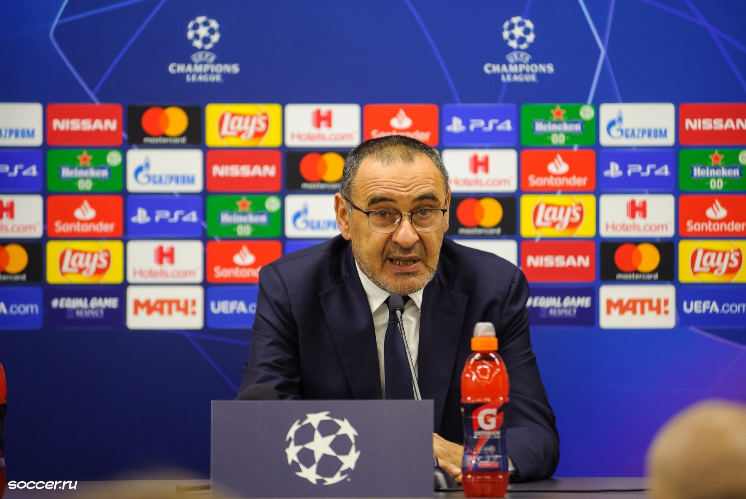
Nella sua unica stagione a Torino il 61enne Maurizio Sarri diventa il tecnico più anziano, all'epoca, a fregiarsi per la prima volta dello Scudetto; tuttavia la deludente campagna europea e un feeling mai nato con l'ambiente portano a chiudere bruscamente la sua parentesi juventina.

Al ritorno in campo, dopo oltre tre mesi di sospensione forzata, Madama perde ai tiri di rigore la finale di Coppa Italia contro il Napoli, sconfitta che rende ancora più difficile la posizione di Sarri, fin qui molto poco convincente sulla panchina torinese. Ciò nonostante, alla ripresa del campionato è proprio la Juventus quella che, tra le formazioni di vertice, compie un immediato e a posteriori decisivo allungo sulle dirette rivali; pur incappando a sua volta in dei passi falsi, nelle giornate conclusive i bianconeri riconfermano de facto lo Scudetto sulle maglie grazie soprattutto all'esito degli scontri diretti allo Stadium contro bergamaschi e laziali. In mezzo, il 4 luglio 2020, in occasione del derby contro il Torino, la bandiera Buffon aveva stabilito il record assoluto di presenze nel campionato italiano.
Il 26 dello stesso mese, grazie al successo casalingo per 2-0 sulla Sampdoria, i piemontesi si aggiudicano lo Scudetto con due turni di anticipo, il 36º della loro storia e il 9º consecutivo del ciclo iniziato nella stagione 2011-2012. Il successivo 7 agosto, a campionato concluso, la squadra bianconera vince 2-1 la gara di ritorno degli ottavi di Champions League contro l'Olympique Lione, ma per effetto del risultato complessivo di 2-2 e della regola dei gol in trasferta, viene eliminata. La débâcle europea, nonostante l'affermazione tricolore, sfocia il giorno seguente nell'esonero di un Sarri che, nel corso della sua unica stagione alla Continassa, solo a sprazzi è stato capace di mostrare quel «bel gioco» che doveva porsi in antitesi rispetto alle ultime esibizioni allegriane, e più che altro non ha mai sembrato avere il polso della squadra o una qualsivoglia sintonia con l'ambiente juventino, in particolar modo sul piano umano.

## Divise e sponsor
Il fornitore tecnico per la stagione 2019-2020 è adidas, al quinto anno con i bianconeri, mentre lo sponsor ufficiale è Jeep, all'ottavo anno con i torinesi; nel corso della stagione, a questi si aggiungono Allianz quale training kit sponsor dal febbraio 2020, e Cygames quale back sponsor dal luglio seguente.
La prima maglia appare tra le più originali e innovative nella storia del club: per la prima volta dal 1903 viene rigettato lo storico template a strisce verticali, in favore di uno stile partito che vede il busto diviso verticalmente a metà tra bianco e nero, con un sottile palo rosa – un richiamo alla tinta juventina delle origini – a separare ulteriormente le due sezioni, e con maniche a contrasto; completano l'uniforme pantaloncini e calzettoni neri. La divisa da trasferta è un completo spezzato composto da maglia e calzettoni bianchi – una tinta «ispirata agli edifici urbani e alle strutture che circondano l'Allianz Stadium» – inframezzati da pantaloncini di colore rosso vivo; la maglia è ulteriormente arricchita da una trama camouflage tono su tono. Come terza uniforme viene approntato un completo blu con dettagli argento; come per la seconda maglia, anche questa è contraddistinta da una grafica all over tono su tono. Nell'agosto 2020, per l'ultimo incontro di campionato contro la Roma e per il ritorno degli ottavi di finale di Champions League contro l'Olympique Lione, la Juventus scende in campo con la divisa casalinga della stagione 2020-2021.
| Casa | Casa (Agosto 2020) | Trasferta | Terza divisa | Quarta divisa |

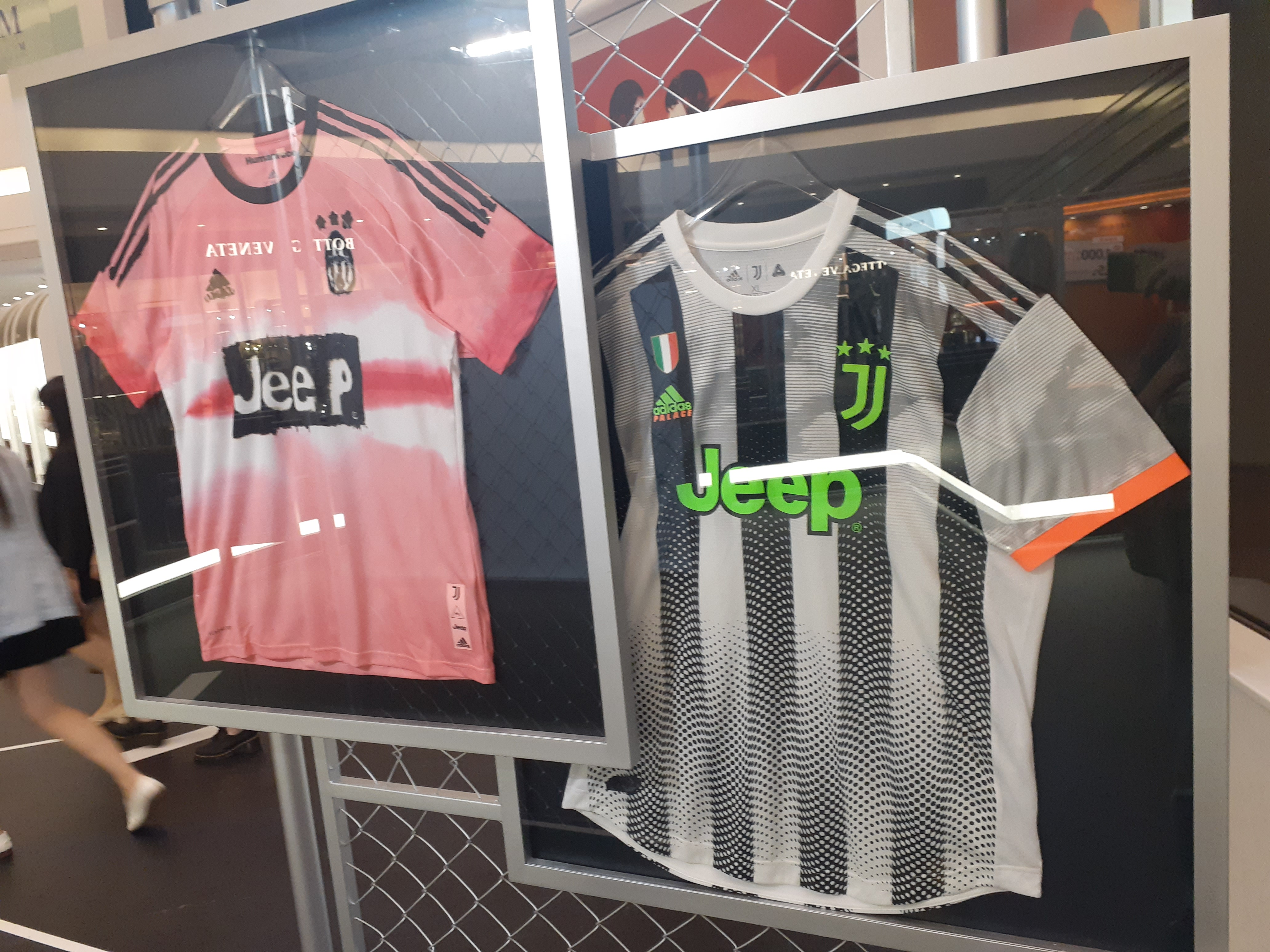
La speciale quarta divisa (a destra) realizzata in collaborazione tra adidas e Palace e indossata il 30 ottobre 2019

Nel corso della stagione sono state inoltre realizzate alcune casacche speciali in occasione di particolari eventi. Il 30 ottobre 2019, per la sfida casalinga di campionato contro il Genoa, la squadra è scesa in campo con una quarta divisa, frutto della collaborazione tra adidas e il marchio streetwear londinese Palace: questa, l'unica maglia juventina stagionale a proporre le canoniche strisce bianconere, mostra tuttavia un approccio urban grazie a una trama optical applicata alla palatura, più vari dettagli in arancione e verde fluo che colorano bordini, logo, sponsor ufficiale e tecnico oltreché la numerazione dei giocatori. Per la sfida di Supercoppa italiana del 22 dicembre 2019 contro la Lazio, giocata a Riad, in Arabia Saudita, i bianconeri indossano una maglia ad hoc che reca la tradizionale calligrafica araba per nomi e numeri di gioco. Infine per il derby del 4 luglio 2020 contro il Torino, tutte le divise della squadra mostrano sulla manica sinistra la patch celebrativa 648UFFON in onore della bandiera Gianluigi Buffon, diventato nell'occasione il calciatore più presente nella storia della Serie A.
| 1ª portiere | 1ª portiere (Agosto 2020) | 2ª portiere | 3ª portiere | 4ª portiere |

Per i portieri sono disponibili quattro divise, contraddistinte sul busto da una grafica irregolare con stile mimetico, in varianti nero, verde, rosso e giallo.  Abbinati alla quarta divisa, sono stati approntati due ulteriori completi riservati ai portieri e basati sul medesimo stile, rispettivamente in arancio-giallo e verde-giallo. Similmente con quanto avvenuto per i calciatori di movimento, nell'agosto 2020 anche i portieri juventini scendono eccezionalmente in campo con una delle divise della stagione 2020-2021.

## Organigramma societario
ORGANI DI AMMINISTRAZIONE E CONTROLLO
Consiglio di amministrazione
- Presidente: Andrea Agnelli
- Presidenti onorari: Giampiero Boniperti e Franzo Grande Stevens
- Vicepresidente: Pavel Nedvěd
- Chief Football Officer: Fabio Paratici
- Chief Revenue Officer: Giorgio Ricci
- Chief Financial Officer: Marco Re
- Amministratori: Paolo Garimberti, Asaia Grazioli Venier, Caitlin Hughes, Daniela Marilungo
- Amministratori indipendenti: Maurizio Arrivabene, Francesco Roncaglio, Enrico Vellano

Collegio sindacale
- Presidente: Paolo Piccatti
- Sindaci effettivi: Roberto Longo, Silvia Lirici
- Sindaci supplenti: Roberto Petrignani, Nicoletta Parracchini

AREE E MANAGEMENT
Area gestione aziendale
- Responsabile gestione e controllo investimenti immobiliari: Riccardo Abrate
- Direttore pianificazione, controllo e progetti speciali: Stefano Bertola
- Responsabile internal audit: Alessandra Borelli
- Responsabile segreteria sportiva: Francesco Gianello
- Responsabile information technology: Claudio Leonardi
- Responsabile amministrativo: Alberto Mignone
- Responsabile marketing e risorse digitali: Federico Palomba
- Responsabile finanziario: Marco Re
- Responsabile global partnerships e ricavi aziendali: Giorgio Ricci
- Direttore risorse umane: Sergio Spinelli
- Brand ambassador: David Trezeguet
- Responsabile legale: Fabio Tucci
- Responsabile Brand, Licensing e Retail: Silvio Vigato
- Direttore commerciale: Giorgio Ricci
- Dirigente internal audit: Luigi Bocchio

Area comunicazione
- Direttore JTV: Claudio Zuliani
- Comunicazione corporate: Stefano Coscia
- Responsabile marketing: Alessandro Sandiano

Direzione comunicazione e relazioni esterne
- Responsabile: Claudio Albanese
- Ufficio Stampa, Media Operations & Communication Alignment: Gabriella Ravizzotti
- Protocol & Corporate Public Relations: Fulvia Moscheni
- Sustainability: Andrea Maschietto

Area sportiva
- Direttore sportivo: Fabio Paratici
- Head of Football Teams and Technical Areas: Federico Cherubini
- General Secretary: Maurizio Lombardo
- 1st Team Manager: Matteo Fabris

Area tecnica
Staff tecnico
- Allenatore: Maurizio Sarri
- Allenatore in seconda: Giovanni Martusciello
- Collaboratori tecnici: Marco Ianni, Gianni Picchioni, Loris Beoni, Andrea Barzagli (dal 25 settembre 2019[52] al 14 maggio 2020[53])
- Preparatori dei portieri: Claudio Filippi, Massimo Nenci

Preparatori atletici
- Responsabile prep. atletica: Daniele Tognaccini
- Preparatori atletici: Andrea Pertusio, Davide Losi, Enrico Maffei, Duccio Ferrari Bravo, Davide Ranzato

Sport Science
- Responsabile: Roberto Sassi
- Sport Scientist: Antonio Gualtieri, Darragh Connolly

Match Analysis
- Responsabile: Riccardo Scirea
- Match Analyst: Domenico Vernamonte, Giuseppe Maiuri

Area sanitaria
- Centro medico: J-Medical

Staff medico
- Responsabile sanitario: Luca Stefanini
- Responsabile prima squadra: Nikos Tzouroudis
- Medico prima squadra: Marco Freschi

## Rosa
Rosa e numerazione sono aggiornate al 29 luglio 2020.
| N. |                                 | Ruolo | Calciatore                      |
| -- | ------------------------------- | ----- | ------------------------------- |
| 1  | Polonia (bandiera)              | P     | Wojciech Szczęsny               |
| 2  | Italia (bandiera)               | D     | Mattia De Sciglio               |
| 3  | Italia (bandiera)               | D     | Giorgio Chiellini (capitano)    |
| 4  | Paesi Bassi (bandiera)          | D     | Matthijs de Ligt                |
| 5  | Bosnia ed Erzegovina (bandiera) | C     | Miralem Pjanić                  |
| 6  | Germania (bandiera)             | C     | Sami Khedira                    |
| 7  | Portogallo (bandiera)           | A     | Cristiano Ronaldo               |
| 8  | Galles (bandiera)               | C     | Aaron Ramsey                    |
| 10 | Argentina (bandiera)            | A     | Paulo Dybala                    |
| 11 | Brasile (bandiera)              | A     | Douglas Costa                   |
| 12 | Brasile (bandiera)              | D     | Alex Sandro                     |
| 13 | Brasile (bandiera)              | D     | Danilo                          |
| 14 | Francia (bandiera)              | C     | Blaise Matuidi                  |
| 16 | Colombia (bandiera)             | A     | Juan Cuadrado                   |
| 17 | Croazia (bandiera)              | A     | Mario Mandžukić                 |
| 19 | Italia (bandiera)               | D     | Leonardo Bonucci (vicecapitano) |
| 20 | Croazia (bandiera)              | A     | Marko Pjaca                     |

| N. |                      | Ruolo | Calciatore            |
| -- | -------------------- | ----- | --------------------- |
| 21 | Argentina (bandiera) | A     | Gonzalo Higuaín       |
| 23 | Germania (bandiera)  | C     | Emre Can              |
| 24 | Italia (bandiera)    | D     | Daniele Rugani        |
| 25 | Francia (bandiera)   | C     | Adrien Rabiot         |
| 28 | Turchia (bandiera)   | D     | Merih Demiral         |
| 30 | Uruguay (bandiera)   | C     | Rodrigo Bentancur     |
| 31 | Italia (bandiera)    | P     | Carlo Pinsoglio       |
| 33 | Italia (bandiera)    | A     | Federico Bernardeschi |
| 35 | Italia (bandiera)    | A     | Marco Olivieri        |
| 37 | Italia (bandiera)    | P     | Mattia Perin          |
| 38 | Italia (bandiera)    | C     | Simone Muratore       |
| 43 | Belgio (bandiera)    | C     | Daouda Peeters        |
| 44 | Albania (bandiera)   | A     | Giacomo Vrioni        |
| 46 | Italia (bandiera)    | A     | Luca Zanimacchia      |
| 47 | Italia (bandiera)    | D     | Gianluca Frabotta     |
| 77 | Italia (bandiera)    | P     | Gianluigi Buffon      |

## Calciomercato

### Sessione estiva(dal 1º luglio al 2 settembre)
| Acquisti         | Acquisti              | Acquisti             | Acquisti                         |
| R.               | Nome                  | da                   | Modalità                         |
| ---------------- | --------------------- | -------------------- | -------------------------------- |
| P                | Gianluigi Buffon      |                      | svincolato                       |
| D                | Danilo                | Manchester City      | definitivo (37 milioni €)        |
| D                | Matthijs de Ligt      | Ajax                 | definitivo (75 milioni €)        |
| D                | Merih Demiral         | Sassuolo             | definitivo (18 milioni €)        |
| D                | Luca Pellegrini       | Roma                 | definitivo (22 milioni €)        |
| D                | Cristian Romero       | Genoa                | definitivo (26 milioni €)        |
| C                | Adrien Rabiot         |                      | svincolato                       |
| C                | Aaron Ramsey          |                      | svincolato                       |
| A                | Gonzalo Higuaín       | Chelsea              | fine prestito                    |
| A                | Marko Pjaca           | Fiorentina           | fine prestito                    |
| Altre operazioni |                       |                      |                                  |
| R.               | Nome                  | da                   | Modalità                         |
| P                | Laurențiu Brănescu    | Žalgiris             | fine prestito                    |
| P                | Timothy Nocchi        | Federazione italiana | tesseramento                     |
| D                | Gianluca Frabotta     | Bologna              | definitivo                       |
| D                | Daniel Leo            | Lugano               | prestito con diritto di opzione  |
| D                | Edoardo Masciangelo   | Lugano               | obbligo di riscatto              |
| D                | Erasmo Mulè           | Sampdoria            | definitivo                       |
| C                | Joël Ribeiro          | Losanna              | definitivo                       |
| C                | Hamza Rafia           | Olympique Lione      | definitivo                       |
| C                | Ransford Selasi       | Pescara              | definitivo                       |
| C                | Idrissa Touré         | Werder Brema         | esercizio d'opzione              |
| A                | Mattia Bortolussi     | Federazione italiana | tesseramento                     |
| A                | Leonardo Cerri        | Pescara              | definitivo                       |
| A                | Cosimo Marco Da Graca | Palermo              | definitivo                       |
| A                | Han Kwang-song        | Cagliari             | prestito con obbligo di riscatto |
| A                | Mirco Lipari          | Empoli               | definitivo                       |
| A                | Leonardo Mancuso      | Pescara              | fine prestito                    |
| A                | Benjamin Mokulu       | Carpi                | obbligo di riscatto              |
| A                | Dany Mota             | Entella              | definitivo                       |
| A                | Marco Olivieri        | Empoli               | definitivo                       |
| A                | Matteo Stoppa         | Novara               | definitivo                       |
| A                | Luca Zanimacchia      | Genoa                | obbligo di riscatto              |

| Cessioni         | Cessioni                  | Cessioni         | Cessioni                                              |
| R.               | Nome                      | a                | Modalità                                              |
| ---------------- | ------------------------- | ---------------- | ----------------------------------------------------- |
| D                | Andrea Barzagli           |                  | fine carriera                                         |
| D                | Martín Cáceres            | Lazio            | fine prestito                                         |
| D                | João Cancelo              | Manchester City  | definitivo (65 milioni €)                             |
| D                | Luca Pellegrini           | Cagliari         | prestito                                              |
| D                | Cristian Romero           | Genoa            | prestito                                              |
| D                | Leonardo Spinazzola       | Roma             | definitivo (29,5 milioni €)                           |
| A                | Moise Kean                | Everton          | definitivo (27,5 milioni € + 2,5 milioni € bonus)     |
| Altre operazioni |                           |                  |                                                       |
| R.               | Nome                      | a                | Modalità                                              |
| P                | Emil Audero               | Sampdoria        | obbligo di riscatto                                   |
| P                | Laurențiu Brănescu        | Kilmarnock       | prestito                                              |
| P                | Mattia Del Favero         | Piacenza         | prestito                                              |
| P                | Filippo Marricchi         | Novara           | definitivo                                            |
| P                | Răzvan Sava               | Pescara          | prestito                                              |
| D                | Erik Mattias Andersson    | Sion             | definitivo                                            |
| D                | Gabriele Boloca           | Bologna          | prestito con diritto di opzione e controopzione       |
| D                | Dario Del Fabro           | Kilmarnock       | prestito                                              |
| D                | Lorenzo Del Prete         | Trapani          | definitivo                                            |
| D                | Luca Marrone              | Verona           | obbligo di riscatto                                   |
| D                | Edoardo Masciangelo       | Pescara          | prestito con diritto di opzione                       |
| D                | Rogério Oliveira da Silva | Sassuolo         | definitivo                                            |
| D                | Matteo Pinelli            | Sassuolo         | definitivo                                            |
| D                | Raffaele Spina            | SPAL             | prestito                                              |
| D                | Alessandro Vogliacco      | Pordenone        | definitivo                                            |
| D                | Claudio Zappa             | Sliema Wanderers | prestito                                              |
| C                | Michael Brentan           | Sampdoria        | prestito con obbligo di riscatto                      |
| C                | Riccardo Capellini        | Pistoiese        | prestito                                              |
| C                | Ferdinando Del Sole       | Juve Stabia      | prestito                                              |
| C                | Leandro Fernandes         | Fortuna Sittard  | prestito                                              |
| C                | Hans Nicolussi Caviglia   | Perugia          | prestito                                              |
| C                | Grīgorīs Kastanos         | Pescara          | prestito con diritto di opzione                       |
| C                | Nicola Mosti              | Monza            | prestito con diritto di opzione e obbligo di riscatto |
| C                | Matheus Pereira           | Digione          | prestito con diritto di opzione e obbligo di riscatto |
| C                | Filippo Ranocchia         | Perugia          | risoluzione prestito                                  |
| C                | Stefano Sturaro           | Genoa            | obbligo di riscatto                                   |
| C                | Roger Tamba M'Pinda       | Apollōn Limassol | definitivo                                            |
| A                | Mattia Bortolussi         | Novara           | definitivo                                            |
| A                | Alberto Cerri             | Cagliari         | obbligo di riscatto                                   |
| A                | Mirco Lipari              | Empoli           | prestito                                              |
| A                | Leonardo Mancuso          | Empoli           | definitivo                                            |
| A                | Stephy Mavididi           | Digione          | prestito con diritto di opzione e obbligo di riscatto |
| A                | Benjamin Mokulu           | Padova           | definitivo                                            |
| A                | Kévin Monzialo            | Grasshoppers     | prestito con diritto di opzione                       |
| A                | Riccardo Orsolini         | Bologna          | esercizio d'opzione                                   |

### Sessione invernale(dal 2 al 31 gennaio)
| Acquisti         | Acquisti            | Acquisti       | Acquisti                                      |
| R.               | Nome                | da             | Modalità                                      |
| ---------------- | ------------------- | -------------- | --------------------------------------------- |
| C                | Dejan Kulusevski    | Atalanta       | definitivo (35 milioni € + 9 milioni € bonus) |
| Altre operazioni |                     |                |                                               |
| R.               | Nome                | da             | Modalità                                      |
| P                | Răzvan Sava         | Pescara        | fine prestito                                 |
| D                | Francesco Lamanna   | Cremonese      | fine prestito                                 |
| D                | Daniel Leo          | Lugano         | definitivo                                    |
| D                | Alessandro Minelli  | Parma          | definitivo                                    |
| D                | Jean-Claude Ntenda  | Nantes         | definitivo                                    |
| D                | Jonas Rouhi         | Brommapojkarna | definitivo                                    |
| D                | Wesley              | Verona         | definitivo                                    |
| C                | Enzo Barrenechea    | Sion           | definitivo                                    |
| C                | Ferdinando Del Sole | Juve Stabia    | fine prestito                                 |
| C                | Matheus Pereira     | Digione        | fine prestito                                 |
| C                | Riccardo Rossi      | Pescara        | prestito                                      |
| C                | Kristian Sekularac  | Servette       | definitivo                                    |
| A                | Matteo Brunori      | Pescara        | definitivo                                    |
| A                | Yannick Cotter      | Sion           | definitivo                                    |
| A                | Han Kwang-song      | Cagliari       | definitivo                                    |
| A                | Ettore Marchi       | Monza          | prestito                                      |
| A                | Alejandro Marqués   | Barcellona     | definitivo (8,2 milioni €)                    |
| A                | Giacomo Vrioni      | Sampdoria      | definitivo                                    |

| Cessioni         | Cessioni                  | Cessioni          | Cessioni                                                      |
| R.               | Nome                      | a                 | Modalità                                                      |
| ---------------- | ------------------------- | ----------------- | ------------------------------------------------------------- |
| P                | Mattia Perin              | Genoa             | prestito                                                      |
| C                | Emre Can                  | Borussia Dortmund | prestito (1 milione €) con obbligo di riscatto (25 milioni €) |
| C                | Dejan Kulusevski          | Parma             | prestito                                                      |
| A                | Mario Mandžukić           | Lekhwiya          | definitivo                                                    |
| A                | Marko Pjaca               | Anderlecht        | prestito                                                      |
| Altre operazioni |                           |                   |                                                               |
| R.               | Nome                      | a                 | Modalità                                                      |
| P                | Răzvan Sava               | Lecce             | prestito con diritto di opzione                               |
| D                | Rafael Bandeira           | Amiens            | prestito con diritto di opzione                               |
| D                | Edoardo Masciangelo       | Pescara           | definitivo                                                    |
| C                | Luca Clemenza             | Pescara           | prestito con diritto di opzione                               |
| C                | Ferdinando Del Sole       | Juve Stabia       | risoluzione prestito                                          |
| C                | Nicolò Francofonte        | Sampdoria         | prestito con obbligo di riscatto                              |
| C                | Matheus Pereira           | Barcellona        | prestito con obbligo di riscatto (8 milioni €)                |
| C                | Ransford Selasi           | Lugano            | prestito                                                      |
| A                | Stefano Beltrame          | CSKA Sofia        | definitivo                                                    |
| A                | Yannick Cotter            | Sion              | prestito                                                      |
| A                | Nikolai Baden Frederiksen | Fortuna Sittard   | prestito con diritto di opzione                               |
| A                | Erik Gerbi                | Sampdoria         | prestito con obbligo di riscatto                              |
| A                | Han Kwang-song            | Lekhwiya          | definitivo                                                    |
| A                | Eric Lanini               | Parma             | definitivo                                                    |
| A                | Dany Mota                 | Monza             | prestito con obbligo di riscatto                              |
| A                | Matteo Stoppa             | Sampdoria         | prestito con obbligo di riscatto                              |

### Operazioni esterne alle sessioni
A causa della straordinarietà originata dall'emergenza COVID-19, la quale ha spostato le ultime giornate di campionato a una data successiva al naturale termine della stagione sportiva, la Federazione Italiana Giuoco Calcio è intervenuta per dettare le linee guida sui legami in scadenza il 30 giugno 2020, stabilendo che l'estensione al 31 agosto 2020 della durata del tesseramento a titolo temporaneo della stagione 2019-2020 deve essere pattuita fra le parti mediante sottoscrizione di apposito modulo federale con una trattativa privata.
| Cessioni | Cessioni         | Cessioni          | Cessioni                  |
| R.       | Nome             | a                 | Modalità                  |
| -------- | ---------------- | ----------------- | ------------------------- |
| C        | Emre Can         | Borussia Dortmund | definitivo (25 milioni €) |
| C        | Dejan Kulusevski | Parma             | rinnovo prestito          |

## Risultati

### Serie A

#### Girone di andata
| Arbitro: | Maresca (Napoli) |

|  |           |               |
|  | Marcatori | 21’ Chiellini |

| Arbitro: | Orsato (Schio) |

|                                                           |           |                                       |
| Danilo 16’ Higuaín 19’ Ronaldo 62’ Koulibaly 90+2’ (aut.) | Marcatori | 66’ Manōlas 68’ Lozano 81’ Di Lorenzo |

| Firenze 14 settembre 2019, ore 15:00 CEST 3ª giornata | Fiorentina       | 0 – 0 referto | Juventus | Stadio Artemio Franchi (40 312 spett.)\| Arbitro: \| Irrati (Pistoia) \| |
| Arbitro:                                              | Irrati (Pistoia) |               |          |                                                                          |

| Arbitro: | La Penna (Roma 1) |

|                               |           |            |
| Ramsey 31’ Ronaldo 49’ (rig.) | Marcatori | 21’ Veloso |

| Arbitro: | Pasqua (Tivoli) |

|               |           |                                  |
| Donnarumma 4’ | Marcatori | 40’ (aut.) Chancellor 63’ Pjanić |

| Arbitro: | Piccinini (Forlì) |

|                        |           |  |
| Pjanić 45’ Ronaldo 78’ | Marcatori |  |

| Arbitro: | Rocchi (Firenze) |

|                     |           |                       |
| Martínez 18’ (rig.) | Marcatori | 4’ Dybala 80’ Higuaín |

| Arbitro: | Irrati (Pistoia) |

|                        |           |            |
| Ronaldo 19’ Pjanić 54’ | Marcatori | 26’ Danilo |

| Arbitro: | Valeri (Roma 2) |

|                    |           |                   |
| Mancosu 56’ (rig.) | Marcatori | 50’ (rig.) Dybala |

| Arbitro: | Giua (Olbia) |

|                                  |           |            |
| Bonucci 36’ Ronaldo 90+6’ (rig.) | Marcatori | 41’ Kouamé |

| Arbitro: | Doveri (Roma 1) |

|  |           |             |
|  | Marcatori | 70’ De Ligt |

| Arbitro: | Maresca (Napoli) |

|            |           |  |
| Dybala 77’ | Marcatori |  |

| Arbitro: | Rocchi (Firenze) |

|            |           |                               |
| Gosens 56’ | Marcatori | 74’, 82’ Higuaín 90+2’ Dybala |

| Arbitro: | La Penna (Roma 1) |

|                                |           |                     |
| Bonucci 20’ Ronaldo 68’ (rig.) | Marcatori | 23’ Boga 47’ Caputo |

| Arbitro: | Fabbri (Ravenna) |

|                                                      |           |             |
| Luiz Felipe 45+1’ Milinković-Savić 74’ Caicedo 90+5’ | Marcatori | 25’ Ronaldo |

| Arbitro: | Pasqua (Tivoli) |

|                             |           |                |
| Ronaldo 9’, 37’ Bonucci 45’ | Marcatori | 90+4’ Pussetto |

| Arbitro: | Rocchi (Firenze) |

|             |           |                        |
| Caprari 35’ | Marcatori | 19’ Dybala 45’ Ronaldo |

| Arbitro: | Giacomelli (Trieste) |

|                                          |           |  |
| Ronaldo 49’, 67’ (rig.), 82’ Higuaín 81’ | Marcatori |  |

| Arbitro: | Guida (Torre Annunziata) |

|                    |           |                               |
| Perotti 68’ (rig.) | Marcatori | 3’ Demiral 10’ (rig.) Ronaldo |

#### Girone di ritorno
| Arbitro: | Di Bello (Brindisi) |

|                  |           |               |
| Ronaldo 43’, 58’ | Marcatori | 55’ Cornelius |

| Arbitro: | Mariani (Aprilia) |

|                           |           |             |
| Zieliński 63’ Insigne 86’ | Marcatori | 90’ Ronaldo |

| Arbitro: | Pasqua (Tivoli) |

|                                              |           |  |
| Ronaldo 40’ (rig.), 80’ (rig.) De Ligt 90+1’ | Marcatori |  |

| Arbitro: | Massa (Imperia) |

|                               |           |             |
| Borini 76’ Pazzini 86’ (rig.) | Marcatori | 65’ Ronaldo |

| Arbitro: | Chiffi (Padova) |

|                         |           |  |
| Dybala 39’ Cuadrado 75’ | Marcatori |  |

| Arbitro: | La Penna (Roma 1) |

|                    |           |                        |
| Petagna 69’ (rig.) | Marcatori | 39’ Ronaldo 60’ Ramsey |

| Arbitro: | Guida (Torre Annunziata) |

|                       |           |  |
| Ramsey 55’ Dybala 67’ | Marcatori |  |

| Arbitro: | Rocchi (Firenze) |

|  |           |                               |
|  | Marcatori | 23’ (rig.) Ronaldo 36’ Dybala |

| Arbitro: | Piccinini (Forlì) |

|                                                       |           |  |
| Dybala 53’ Ronaldo 62’ (rig.) Higuaín 83’ De Ligt 85’ | Marcatori |  |

| Arbitro: | Calvarese (Teramo) |

|               |           |                                          |
| Pinamonti 76’ | Marcatori | 50’ Dybala 56’ Ronaldo 73’ Douglas Costa |

| Arbitro: | Maresca (Napoli) |

|                                                      |           |                      |
| Dybala 3’ Cuadrado 29’ Ronaldo 61’ Djidji 87’ (aut.) | Marcatori | 45+6’ (rig.) Belotti |

| Arbitro: | Guida (Torre Annunziata) |

|                                                      |           |                        |
| Ibrahimović 62’ (rig.) Kessié 66’ Leão 67’ Rebić 80’ | Marcatori | 47’ Rabiot 53’ Ronaldo |

| Arbitro: | Giacomelli (Trieste) |

|                                |           |                             |
| Ronaldo 55’ (rig.), 90’ (rig.) | Marcatori | 16’ Zapata 80’ Malinovs'kyj |

| Arbitro: | Valeri (Roma 2) |

|                                    |           |                                       |
| Đuričić 29’ Berardi 51’ Caputo 54’ | Marcatori | 6’ Danilo 12’ Higuaín 64’ Alex Sandro |

| Arbitro: | Orsato (Schio) |

|                         |           |                     |
| Ronaldo 51’ (rig.), 54’ | Marcatori | 83’ (rig.) Immobile |

| Arbitro: | Irrati (Pistoia) |

|                              |           |             |
| Nestorovski 52’ Fofana 90+1’ | Marcatori | 42’ De Ligt |

| Arbitro: | Fourneau (Roma 1) |

|                                |           |  |
| Ronaldo 45+7’ Bernardeschi 67’ | Marcatori |  |

| Arbitro: | Ghersini (Genova) |

|                           |           |  |
| Gagliano 8’ Simeone 45+2’ | Marcatori |  |

| Arbitro: | Rocchi (Firenze) |

|            |           |                                     |
| Higuaín 5’ | Marcatori | 23’ Kalinić 44’ (rig.), 52’ Perotti |

### Coppa Italia

#### Fase finale
| Arbitro: | Aureliano (Bologna) |

|                                                             |           |  |
| Higuaín 16’ Dybala 26’ (rig.), 58’ Douglas Costa 61’ (rig.) | Marcatori |  |

| Arbitro: | Rocchi (Firenze) |

|                                         |           |                   |
| Ronaldo 26’ Bentancur 38’ Bonucci 45+2’ | Marcatori | 50’ (aut.) Buffon |

| Arbitro: | Valeri (Roma 2) |

|           |           |                      |
| Rebić 61’ | Marcatori | 90+1’ (rig.) Ronaldo |

| Torino 12 giugno 2020, ore 21:00 CEST Semifinale - Ritorno | Juventus       | 0 – 0 referto | Milan | Juventus Stadium (0 spett.)\| Arbitro: \| Orsato (Schio) \| |
| Arbitro:                                                   | Orsato (Schio) |               |       |                                                             |

| Arbitro: | Doveri (Roma 1) |

|                                   |                      |                              |
| Insigne Politano Maksimović Milik | Tiri di rigore 4 – 2 | Dybala Danilo Bonucci Ramsey |

### UEFA Champions League

#### Fase a gironi
| Arbitro: | Makkelie |

|                       |           |                          |
| Savić 70’ Herrera 90’ | Marcatori | 48’ Cuadrado 65’ Matuidi |

| Arbitro: | Collum |

|                                          |           |  |
| Higuaín 17’ Bernardeschi 62’ Ronaldo 89’ | Marcatori |  |

| Arbitro: | Sidīropoulos |

|                 |           |              |
| Dybala 77’, 79’ | Marcatori | 30’ Mirančuk |

| Arbitro: | Buquet |

|              |           |                               |
| Mirančuk 12’ | Marcatori | 4’ Ramsey 90+3’ Douglas Costa |

| Arbitro: | Taylor |

|              |           |  |
| Dybala 45+2’ | Marcatori |  |

| Arbitro: | Bastien |

|  |           |                           |
|  | Marcatori | 75’ Ronaldo 90+2’ Higuaín |

#### Fase a eliminazione diretta
| Arbitro: | Gil Manzano |

|             |           |  |
| Tousart 31’ | Marcatori |  |

| Arbitro: | Zwayer |

|                         |           |                  |
| Ronaldo 43’ (rig.), 60’ | Marcatori | 12’ (rig.) Depay |

### Supercoppa italiana
| Arbitro: | Calvarese (Teramo) |

|            |           |                                          |
| Dybala 45’ | Marcatori | 16’ Luis Alberto 73’ Lulić 90+4’ Cataldi |

## Statistiche

### Statistiche di squadra
Statistiche aggiornate al 7 agosto 2020.
| Competizione        | Punti | In casa | In casa | In casa | In casa | In casa | In casa | In trasferta | In trasferta | In trasferta | In trasferta | In trasferta | In trasferta | Totale | Totale | Totale | Totale | Totale | Totale | D.R. |
| Competizione        | Punti | G       | V       | N       | P       | Gf      | Gs      | G            | V            | N            | P            | Gf           | Gs           | G      | V      | N      | P      | Gf     | Gs     | D.R. |
| ------------------- | ----- | ------- | ------- | ------- | ------- | ------- | ------- | ------------ | ------------ | ------------ | ------------ | ------------ | ------------ | ------ | ------ | ------ | ------ | ------ | ------ | ---- |
| Serie A             | 83    | 19      | 16      | 2       | 1       | 46      | 17      | 19           | 10           | 3            | 6            | 30           | 26           | 38     | 26     | 5      | 7      | 76     | 43     | +33  |
| Coppa Italia        | -     | 3       | 2       | 1       | 0       | 7       | 1       | 2            | 0            | 2            | 0            | 1            | 1            | 5      | 2      | 3      | 0      | 8      | 2      | +6   |
| Champions League    | 16    | 4       | 4       | 0       | 0       | 8       | 2       | 4            | 2            | 1            | 1            | 6            | 4            | 8      | 6      | 1      | 1      | 14     | 6      | +8   |
| Supercoppa italiana | -     | 0       | 0       | 0       | 0       | 0       | 0       | 0            | 0            | 0            | 0            | 0            | 0            | 1      | 0      | 0      | 1      | 1      | 3      | -2   |
| Totale              | -     | 26      | 22      | 3       | 1       | 61      | 20      | 25           | 12           | 6            | 7            | 37           | 31           | 52     | 34     | 9      | 9      | 99     | 54     | +45  |

### Andamento in campionato
| Giornata  | 1 | 2 | 3 | 4 | 5 | 6 | 7 | 8 | 9 | 10 | 11 | 12 | 13 | 14 | 15 | 16 | 17 | 18 | 19 | 20 | 21 | 22 | 23 | 24 | 25 | 26 | 27 | 28 | 29 | 30 | 31 | 32 | 33 | 34 | 35 | 36 | 37 | 38 |
| --------- | - | - | - | - | - | - | - | - | - | -- | -- | -- | -- | -- | -- | -- | -- | -- | -- | -- | -- | -- | -- | -- | -- | -- | -- | -- | -- | -- | -- | -- | -- | -- | -- | -- | -- | -- |
| Luogo     | T | C | T | C | T | C | T | C | T | C  | T  | C  | T  | C  | T  | C  | T  | C  | T  | C  | T  | C  | T  | C  | T  | C  | T  | C  | T  | C  | T  | C  | T  | C  | T  | C  | T  | C  |
| Risultato | V | V | N | V | V | V | V | V | N | V  | V  | V  | V  | N  | P  | V  | V  | V  | V  | V  | P  | V  | P  | V  | V  | V  | V  | V  | V  | V  | P  | N  | N  | V  | P  | V  | P  | P  |
| Posizione | 1 | 1 | 2 | 2 | 2 | 2 | 1 | 1 | 1 | 1  | 1  | 1  | 1  | 2  | 2  | 1  | 1  | 1  | 1  | 1  | 1  | 1  | 1  | 1  | 1  | 1  | 1  | 1  | 1  | 1  | 1  | 1  | 1  | 1  | 1  | 1  | 1  | 1  |

Fonte:  Serie A – Classifica, su legaseriea.it.
Legenda:

Luogo: C = Casa; T = Trasferta. Risultato: V = Vittoria; N = Pareggio; P = Sconfitta.

### Statistiche dei giocatori
| Giocatore       | Serie A  | Serie A | Serie A     | Serie A    | Coppa Italia | Coppa Italia | Coppa Italia | Coppa Italia | UEFA Champions League | UEFA Champions League | UEFA Champions League | UEFA Champions League | Supercoppa italiana | Supercoppa italiana | Supercoppa italiana | Supercoppa italiana | Totale   | Totale | Totale      | Totale     |
| Giocatore       | Presenze | Reti    | Ammonizioni | Espulsioni | Presenze     | Reti         | Ammonizioni  | Espulsioni   | Presenze              | Reti                  | Ammonizioni           | Espulsioni            | Presenze            | Reti                | Ammonizioni         | Espulsioni          | Presenze | Reti   | Ammonizioni | Espulsioni |
| --------------- | -------- | ------- | ----------- | ---------- | ------------ | ------------ | ------------ | ------------ | --------------------- | --------------------- | --------------------- | --------------------- | ------------------- | ------------------- | ------------------- | ------------------- | -------- | ------ | ----------- | ---------- |
| R. Bentancur    | 30       | 0       | 9           | 0          | 5            | 1            | 0            | 0            | 7                     | 0                     | 2                     | 0                     | 1                   | 0                   | 2                   | 1                   | 43       | 1      | 13          | 1          |
| F. Bernardeschi | 29       | 1       | 6           | 0          | 3            | 0            | 0            | 0            | 6                     | 1                     | 0                     | 0                     | 0                   | 0                   | 0                   | 0                   | 38       | 2      | 6           | 0          |
| L. Bonucci      | 35       | 3       | 10          | 0          | 4            | 1            | 1            | 0            | 7                     | 0                     | 1                     | 0                     | 1                   | 0                   | 0                   | 0                   | 47       | 4      | 12          | 0          |
| G. Buffon       | 9        | -10     | 0           | 0          | 5            | -2           | 0            | 0            | 1                     | -0                    | 0                     | 0                     | 0                   | 0                   | 0                   | 0                   | 15       | -12    | 0           | 0          |
| E. Can          | 8        | 0       | 2           | 0          | 0            | 0            | 0            | 0            | -                     | -                     | -                     | -                     | 0                   | 0                   | 0                   | 0                   | 8        | 0      | 2           | 0          |
| G. Chiellini    | 4        | 1       | 0           | 0          | 0            | 0            | 0            | 0            | 0                     | 0                     | 0                     | 0                     | 0                   | 0                   | 0                   | 0                   | 4        | 1      | 0           | 0          |
| D. Costa        | 23       | 1       | 1           | 0          | 4            | 1            | 0            | 0            | 1                     | 1                     | 1                     | 0                     | 1                   | 0                   | 0                   | 0                   | 29       | 3      | 2           | 0          |
| J. Cuadrado     | 33       | 2       | 7           | 1          | 5            | 0            | 0            | 0            | 6                     | 1                     | 4                     | 0                     | 1                   | 0                   | 0                   | 0                   | 45       | 3      | 11          | 1          |
| Danilo          | 22       | 2       | 4           | 1          | 4            | 0            | 0            | 0            | 6                     | 0                     | 0                     | 0                     | 0                   | 0                   | 0                   | 0                   | 32       | 2      | 4           | 1          |
| M. De Ligt      | 29       | 4       | 5           | 0          | 4            | 0            | 0            | 0            | 6                     | 0                     | 0                     | 0                     | 0                   | 0                   | 0                   | 0                   | 39       | 4      | 5           | 0          |
| M. De Sciglio   | 9        | 0       | 1           | 0          | 1            | 0            | 0            | 0            | 2                     | 0                     | 0                     | 0                     | 1                   | 0                   | 0                   | 0                   | 13       | 0      | 1           | 0          |
| M. Demiral      | 6        | 1       | 1           | 0          | 0            | 0            | 0            | 0            | 1                     | 0                     | 0                     | 0                     | 1                   | 0                   | 0                   | 0                   | 8        | 1      | 1           | 0          |
| P. Dybala       | 33       | 11      | 5           | 0          | 4            | 2            | 1            | 0            | 8                     | 3                     | 0                     | 0                     | 1                   | 1                   | 0                   | 0                   | 46       | 17     | 6           | 0          |
| G. Frabotta     | 1        | 0       | 0           | 0          | 0            | 0            | 0            | 0            | 0                     | 0                     | 0                     | 0                     | 0                   | 0                   | 0                   | 0                   | 1        | 0      | 0           | 0          |
| G. Higuaín      | 32       | 8       | 2           | 0          | 3            | 1            | 1            | 0            | 8                     | 2                     | 0                     | 0                     | 1                   | 0                   | 0                   | 0                   | 44       | 11     | 3           | 0          |
| S. Khedira      | 12       | 0       | 3           | 0          | 1            | 0            | 1            | 0            | 5                     | 0                     | 0                     | 0                     | 0                   | 0                   | 0                   | 0                   | 18       | 0      | 4           | 0          |
| M. Mandžukić    | 0        | 0       | 0           | 0          | 0            | 0            | 0            | 0            | -                     | -                     | -                     | -                     | 0                   | 0                   | 0                   | 0                   | 0        | 0      | 0           | 0          |
| B. Matuidi      | 35       | 0       | 2           | 0          | 4            | 0            | 1            | 0            | 5                     | 1                     | 2                     | 0                     | 1                   | 0                   | 1                   | 0                   | 45       | 1      | 6           | 0          |
| S. Muratore     | 4        | 0       | 0           | 0          | 0            | 0            | 0            | 0            | 1                     | 0                     | 0                     | 0                     | 0                   | 0                   | 0                   | 0                   | 5        | 0      | 0           | 0          |
| M. Olivieri     | 3        | 0       | 0           | 0          | 0            | 0            | 0            | 0            | 1                     | 0                     | 0                     | 0                     | 0                   | 0                   | 0                   | 0                   | 4        | 0      | 0           | 0          |
| D. Peeters      | 1        | 0       | 0           | 0          | 0            | 0            | 0            | 0            | 0                     | 0                     | 0                     | 0                     | 0                   | 0                   | 0                   | 0                   | 1        | 0      | 0           | 0          |
| M. Perin        | 0        | 0       | 0           | 0          | 0            | 0            | 0            | 0            | -                     | -                     | -                     | -                     | 0                   | 0                   | 0                   | 0                   | 0        | 0      | 0           | 0          |
| C. Pinsoglio    | 1        | -0      | 0           | 0          | 0            | 0            | 0            | 0            | 0                     | 0                     | 0                     | 0                     | 0                   | 0                   | 0                   | 0                   | 1        | 0      | 0           | 0          |
| M. Pjaca        | 0        | 0       | 0           | 0          | 1            | 0            | 0            | 0            | -                     | -                     | -                     | -                     | 0                   | 0                   | 0                   | 0                   | 1        | 0      | 0           | 0          |
| M. Pjanić       | 30       | 3       | 10          | 0          | 4            | 0            | 1            | 0            | 8                     | 0                     | 0                     | 0                     | 1                   | 0                   | 0                   | 0                   | 43       | 3      | 11          | 0          |
| A. Rabiot       | 28       | 1       | 7           | 1          | 4            | 0            | 0            | 0            | 5                     | 0                     | 0                     | 0                     | 0                   | 0                   | 0                   | 0                   | 37       | 1      | 7           | 1          |
| A. Ramsey       | 24       | 3       | 2           | 0          | 4            | 0            | 1            | 0            | 6                     | 1                     | 0                     | 0                     | 1                   | 0                   | 0                   | 0                   | 35       | 4      | 3           | 0          |
| C. Ronaldo      | 33       | 31      | 3           | 0          | 4            | 2            | 0            | 0            | 8                     | 4                     | 0                     | 0                     | 1                   | 0                   | 0                   | 0                   | 46       | 37     | 3           | 0          |
| D. Rugani       | 10       | 0       | 2           | 0          | 2            | 0            | 0            | 0            | 2                     | 0                     | 0                     | 0                     | 0                   | 0                   | 0                   | 0                   | 14       | 0      | 2           | 0          |
| A. Sandro       | 29       | 1       | 4           | 0          | 5            | 0            | 0            | 0            | 6                     | 0                     | 0                     | 0                     | 1                   | 0                   | 0                   | 0                   | 41       | 1      | 4           | 0          |
| W. Szczęsny     | 29       | -33     | 1           | 0          | 0            | 0            | 0            | 0            | 7                     | -6                    | 0                     | 0                     | 1                   | -3                  | 0                   | 0                   | 37       | -42    | 1           | 0          |
| G. Vrioni       | 1        | 0       | 0           | 0          | 0            | 0            | 0            | 0            | 0                     | 0                     | 0                     | 0                     | 0                   | 0                   | 0                   | 0                   | 1        | 0      | 0           | 0          |
| L. Zanimacchia  | 2        | 0       | 0           | 0          | 0            | 0            | 0            | 0            | 0                     | 0                     | 0                     | 0                     | 0                   | 0                   | 0                   | 0                   | 2        | 0      | 0           | 0          |

## Giovanili

### Organigramma
Area sportiva
- Football Department Organization Manager: Paolo Morganti
- Academy Manager: Massimiliano Scaglia
- Responsabile Under-19: Giovanni Manna[123]

Area tecnica
Settore giovanile
- Under-19
  - Allenatore: Lamberto Zauli[124]
  - Allenatore in seconda: Piero Panzanaro
  - Preparatore atletico: Ivan Teoli, Stefano Vetri
  - Preparatore portieri: Daniele Borri
  - Medico: Massimo Magistrali, Andrea Marchini
  - Fisioterapista: Luca Collino[125]
  - Team manager: Gianluca Pessotto
- Under-17
  - Allenatore: Francesco Pedone[126]
  - Collaboratore tecnico: Garcia Carlos Cuesta
  - Preparatore atletico: Alessandro Giacosa
  - Preparatore portieri: Stefano Baroncini
  - Medico: Marcello Valenti
  - Dirigente accompagnatore: Massimiliano Ferrarotti[127]
- Under-16
  - Allenatore: Andrea Bonatti[126]
  - Preparatore atletico: Francesco Lucia
  - Preparatore portieri: Davide Micillo[128]
- Under-15
  - Allenatore: Corrado Grabbi[126]
  - Collaboratore tecnico: Riccardo Catto
  - Preparatore atletico: Eugenio Gastaldi
  - Preparatore portieri: Pietro Pipolo
  - Medico: Stefano Ciliberti
- Under-14
  - Allenatori: Massimiliano Marchio e Fabio Moschini[126]
  - Collaboratori tecnici: Alessandro Baston, Claudio Marchese
  - Preparatore atletico: Samuele Callegaro
  - Preparatore portieri: Davide di Stefano
  - Fisioterapisti: Rolando Rinaldi, Federico Storgato
  - Dirigenti accompagnatori: Pierluigi Baldi, Sergio Olivato, Alberto Molena, Alberto Ruffino[129]

Attività di base
- Under-13
  - Allenatori: Andrea Canavese, Federico di Benedetto, Edoardo Sacchini
  - Preparatore portieri: Riccardo Iaci
  - Dirigenti accompagnatori: Massimiliano Bortone, Luciano Cerruti, Giuseppe di Rosa, Armando Piccato[130]
- Under-10
  - Allenatori: Alessandro Calcia, Alessio Gibin, Andrea Mandes
  - Allenatore portieri: Andrea Minero
  - Dirigenti accompagnatori: Valentino Decorte, Mauro Slanzi[131]
- Under-11
  - Allenatori: Mirko Lombardo, Pietro Magri, Davide Perri
  - Preparatore portieri: Leonardo Buggin[131]
- Under-10
  - Allenatori: Giuseppe Comito, Mirko Lombardo, Stephan Saporito
  - Preparatore portieri: Tommaso Orsini[132]
- Under-9
  - Allenatori: Marco Battaglia, Fabio Cucciniello, Pietro Pasino
  - Preparatore portieri: Simone Poncet[133]
- Under-8
  - Allenatori: Lorenzo Niello, Vito Redavid, Ruben Renna[134]
- Under-7
  - Allenatori: Luca Giglio, Gianfilippo Boscolo[135]

### Piazzamenti
- Under-19:
  - Campionato: non terminato[136]
  - Coppa Italia: semifinale[137]
  - UEFA Youth League:[138] ottavi di finale[139]
- Under-17:
  - Campionato: non terminato[140]
- Under-16:
  - Campionato: non terminato[140]
- Under-15:
  - Campionato: non terminato[140]